# SoftBank 830T
funfun.2 SoftBank 830T（ファンファン ツー ソフトバンク はち さん まる ティー）は、東芝が開発し、ソフトバンクモバイルが販売するW-CDMA通信方式の携帯電話端末。
| 主な対応サービス | 主な対応サービス       | 主な対応サービス   |
| ---------------- | ---------------------- | ------------------ |
| S!一斉トーク     | ホットステータス       | Yahoo!mocoa        |
| S!ループ         | S!タウン               | S!速報ニュース     |
| S!情報チャンネル | S!FeliCa               | PCサイトブラウザ   |
| 電子コミック     | S!アプリ（メガアプリ） | 着うたフル／着うた |
| アレンジメール   | S!アドレスブック       | 3Gお天気アイコン   |
| レコメール       | TVコール               | 世界対応ケータイ   |
| S!GPSナビ        | デルモジ表示           | ワンセグ           |
| 3G ハイスピード  | おなじみ操作           | ダブルナンバー     |
| 着デコ           |                        |                    |

## 特徴
外観カバーなどを着せ替えできるSoftBank 815Tの後継モデルで、女性を強く意識したモデルとなっている。815Tと同様、さまざまなデザインのカバーを組み合わせる事で、個性的なデザインの端末を作ることができる。
東芝の音声端末携帯電話としては、SoftBank 811T以来となるGSMローミング対応機である。また、ソフトバンクモバイルの東芝製では921T以来のFelicaも搭載している。
子供向け携帯電話であるSoftBank 831Tとは姉妹機種であるが、こちらの方が高機能である。

## 歴史
- 2008年10月30日 - ソフトバンクモバイルより発表。
- 2008年12月5日 - 発売開始。
- 2014年3月8日 - モバイルSuicaが非対応となる。